# Смирнов, Евгений Владимирович (художник)
Евгений Владимирович Смирнов (род. 16 июля 1959 года, Рыбинск, Ярославская область, РСФСР, СССР) — советский и российский и украинский художник, народный художник Российской Федерации (2019).

## Биография
Родился 16 июля1959 года в городе Рыбинске Ярославской области.
В 1979году — окончил факультет живописи Саратовского художественного училища имени А. П. Боголюбова (педагог по специальности — В. А. Белонович).
С 1979 года — живёт и работает в Севастополе.
С 1979 года — участник городских, областных, всеукраинских и международных выставок.
С 1984 года — работает художником Севастопольских художественно-производственных мастерских.
С 1993 года — член Национального союза художников Украины.
Автор более сотни полотен крымских и украинских пейзажей.
Основные произведения: «Марьина пойма» (1995), «Осенний трепет» (1997), «Голубой кипарис» (1998), «Сиреневый натюрморт» (2000), «Серебряный день» (2004), «Вязовая роща» (2008), «Весенний берег» (2007).

## Награды
- Народный художник Российской Федерации (2019)
- Заслуженный художник Украины (2005)